# Beslagskarl
Beslagskarl var beteckning på en person som utförde beslag och som de svenska städerna 1719 fick tillstånd att hålla för att förhindra olaglig handel, i synnerhet så kallat landsköp.